# Adler Standard 8
Adler Standard 8 var en bilmodell från Adler som tillverkades mellan 1928 och 1933. Konstruktionen var till stora delar lik Adler Standard 6, som hade lanserats ett år tidigare, och hade bakhjulsdrift och en 8-cylindrig motor. 1931 lanserades en Standard 8 med starkare motor, under tilläggsbeteckningen 15/80 PS (originalversionen kallades 15/70 PS). Av dessa två modeller tillverkades fram till 1933 1.720 exemplar.
1933 lanserades den förbättrade efterföljarmodellen Achtzylinder. Denna tillverkades till 1934.